# Blue Eagles FC
Der Blue Eagles Football Club ist ein 1988 gegründeter malawischer Fußballverein aus Lilongwe. Aktuell (Stand Mai 2024) spielt der Verein in der zweiten Liga.

## Geschichte
Der Verein wurde 1988 gegründet. Gesponsort wurde der Verein von der malawischen Polizei. 2011 und 2019 gewamm der Klub den nalawischen Pokal. 2022 feierte man die Vizemeisterschaft. 2023 belegte der Verein den 14. Tabellenplatz und musste in die zweite Liga absteigen.

## Erfolge
- Malawischer Vizemeister: 2022
- Malawischer Pokalsieger: 2011, 2019, 2024
- Airtel Top 8 Cup: 2018
- Bingu Ikhome Cup: 2019
- Malawi Carlsberg Cup: 2012
- Chibuku Cup: 1995

## Stadion
Der Verein trägt seine Heimspiele im Nankhaka Stadium in Lilongwe aus. Das Stadion hat ein Fassungsvermögen von 5000 Personen.